# Soundarya
Soundarya (ur. 18 lipca 1971 w Bengaluru, zm. 17 kwietnia 2004) – aktorka indyjska.
W ciągu 12 lat kariery wystąpiła w ponad 100 filmach indyjskich, stając się jedną z gwiazd Bollywood; znane filmy z jej udziałem to m.in. Rajendrudru Gajendrudru (1993, debiut), Padaiyappa (1999), Suryavamsham (1999) i Dweepa (za rolę w tym filmie otrzymała nagrodę dla najlepszej aktorki Indii).
Brała udział w życiu politycznym, jako zwolenniczka partii Bharatiya Janata; zginęła w katastrofie lotniczej w trakcie kampanii parlamentarnej. Wśród ofiar tego wypadku był również jej brat, Amarnath, producent filmowy (m.in. filmu Dweepa).